# Vincent Faillet
Vincent Faillet, né le 28 novembre 1969, est un enseignant français, agrégé de sciences de la vie et de la Terre de l'académie de Paris et docteur en sciences de l’éducation et de la formation. Il est reconnu pour son rôle de précurseur dans le développement et la promotion d'une réinterprétation contemporainede l’enseignement mutuel en France,,. Il enseigne actuellement à l'École nationale vétérinaire d'Alfort à Maisons-Alfort, dans le Val-de-Marne.

## Biographie
En 2015, Vincent Faillet lance un projet pilote dans son établissement scolaire pour repenser l’espace de la salle de classe et les activités des élèves afin de favoriser le travail de groupe au sein de la classe. De cette expérimentation naît l’idée de la classe mutuelle, une approche pédagogique innovante qui encourage la collaboration et l’enseignement entre élèves au travers notamment de nombreux tableaux blancs qui couvrent les murs de la salle de classe. Son projet reçoit le soutien de sa hiérarchieet le concept de classe mutuelle se diffuse rapidement dans de nombreuses académies,, comme un modèle pédagogique efficace favorisant notamment la motivation des élèves,,. Dans une conférence TED, il propose de « changer la classe pour changer l'école »,.
Il obtient un doctorat en sciences de l’éducation et de la formation en juin 2023 à l’université Paris Cité. Ses travaux de recherche portent sur la forme scolaire, l’enseignement mutuel et le numérique éducatif.
Il est à l’origine du personnage d’Alain Faillet, un enseignant à la pédagogie hors des sentiers battus, joué par Clovis Cornillac dans le film Les Têtes givrées de Stéphane Cazes.

## Publications
- La métamorphose de l'école quand les élèves font la classe, Descartes & Cie, coll. « Essais », 2017, 144 p. (ISBN 978-2844463227).
- Remodeler sa salle de classe et sa pédagogie : Des idées pour faire évoluer la forme scolaire, Canopé éditions, coll. « Agir », 2019, 148 p. (ISBN 978-2240050557).

## Distinction
- Chevalier de l'ordre des Palmes académiques (BODMR n°5 du 30 août 2017)[22].